# Henri Marcel Gaussen

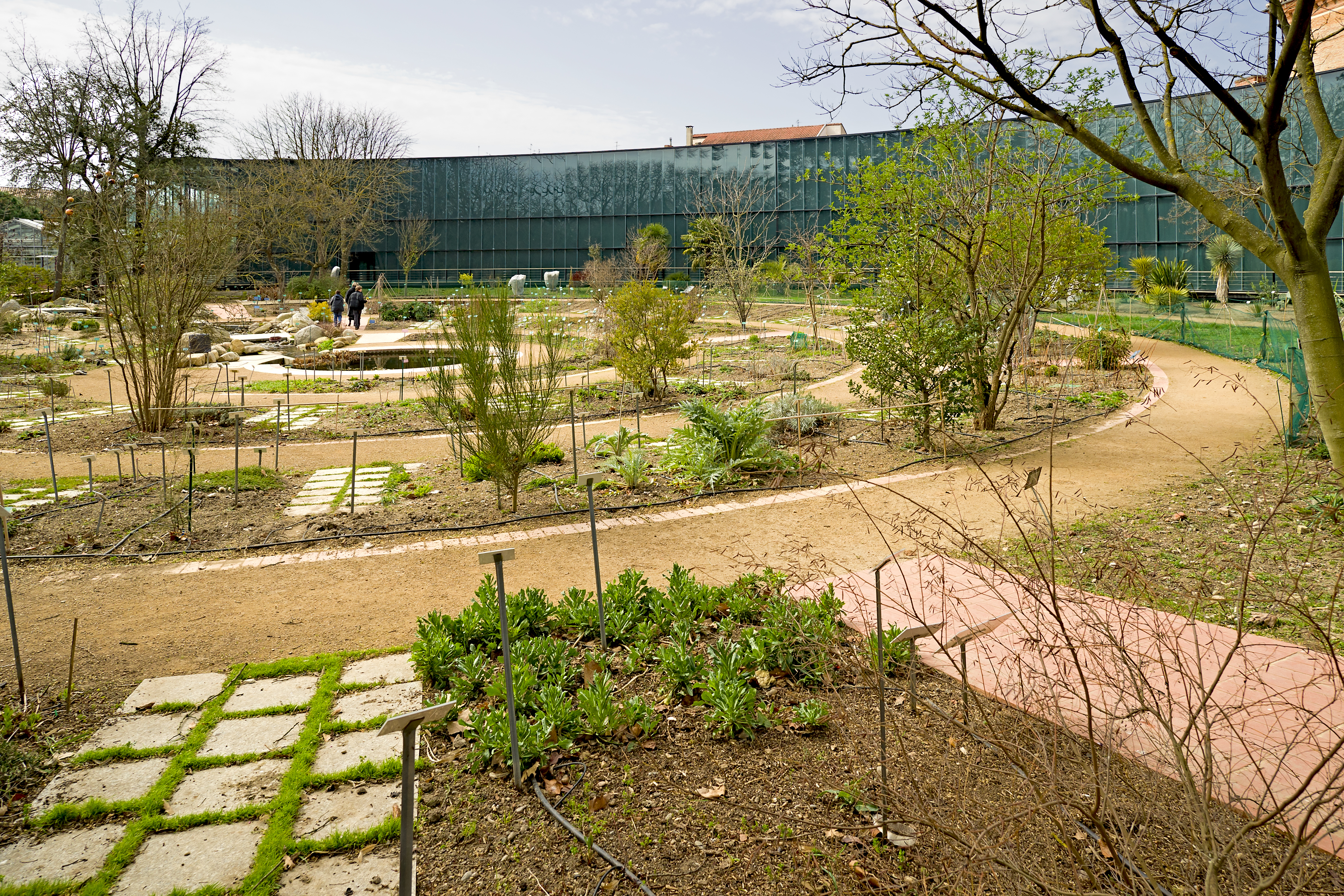
Museo de Toulouse - Jardín Botánico Henri Gaussen - La etnobotánica en espiral.

Marcel-Henri Gaussen (Cabrières-d'Aigues, Vaucluse, 14 de julio de 1891 - Toulouse, Alto Garona 27 de julio de 1981), fue un meteorólogo, botánico y biogeógrafo francés.
En 1926, sostuvo la defensa de su tesis que trataba sobre «la végétation de la moitié orientale des Pyrénées (la vegetación de la mitad oriental de la Pirineos», que sentó las bases para su futura labor en la frontera entre biogeografía y la cartografía de la vegetación. Gaussen trabajó sobre el origen de la noción de los estadios y de las sucesiones de la vegetación, y fundador de la fitogeografía. Su trabajo permitió por ejemplo, realizar una carta de vegetación de Francia en la escala 1/200 000 (completado después de su muerte por el servicio de CNRS que él creó y dirigió) y muchos otros proyectos similares en otros países. Sus trabajos de Fitogeografía condujeron a un gran número de avances y de herramientas avanzadas, como el índice xerotérmico de Gaussen, el índice xerotérmico y el diagrama ombrotérmico.
También a él se le debe el Laboratorio Silvo-pastoril de Jouéou (futuro Laboratorio forestal), creado en 1922, y la enseñanza dinámica y de renombre con sus investigaciones en botánica en la Universidad de Toulouse. Gran viajero, fue también el creador de una sección científica del Instituto francés de Puducherry.
Henri Gaussen fue toda su vida profesor en Toulouse, donde fue elegido curador de la Academia de Juegos florales en 1958.
Después de haber acumulado un número impresionante de fotografías personales, donó esa colección a los Archivos Departamentales del Alto Garona, que así pueden ser consultados.

## Principales publicaciones
- Les cultures en terrasses dans le bassin méditerranéen occidental in Annales de géographie, tomo 36, 1927
- Les gymnospermes actuelles et fossiles, Travaux du laboratoire forestier de Toulouse 2, 1946-1979
- Le dynamisme des biocénoses végétales, Colloque international du CNRS sur l'écologie. P., febrero 1950
- Montagnes, la vie aux hautes altitudes, Horizons de France, 1955 (con Paul Barruel)
- Habitations humaines dans les Pyrénées et les Alpes, in La Montagne, Club alpin français, décembre 1966

## Honores
Como reconocimiento a su labor científica en la cartografía de la vegetación y de la ecología, recibió en 1971 el "Gran Premio" de la Sociedad de geografía por sus trabajos y publicaciones geográficas.

### Epónimos
Género
- (Podocarpaceae) Gaussenia A.V.Bobrov & Melikyan[1]

Especies
- (Aizoaceae) Opophytum gaussenii (Leredde) H.Jacobsen ex Greuter & Burdet[2]
- (Araliaceae) Brassaiopsis gaussenii Bui[3]
- (Asteraceae) Leontodon gaussenii Sennen[4]
- (Campanulaceae) Phyteuma gaussenii Chouard[5]
- (Cupressaceae) Juniperus gaussenii Cheng[6]
- (Elaeocarpaceae) Elaeocarpus gaussenii Weibel[7]
- (Moraceae) Dorstenia gaussenii J.Troch. & Koechl.[8]
- (Pinaceae) Pseudotsuga gaussenii Flous[9]
- (Podocarpaceae) Afrocarpus gaussenii (Woltz) C.N.Page[10]

### Premio Henri-Gaussen
Premio creado en su honor y otorgado por la Academia de las Ciencias y letras de Toulouse debido a su obra obra científica dedicada a los Pirineos.
- La abreviatura «Gaussen» se emplea para indicar a Henri Marcel Gaussen como autoridad en la descripción y clasificación científica de los vegetales.[11]